# Музеї Донецька
У Донецьку знаходиться 140 музеїв та музейних кімнат. Серед них два великі державні обласні музеї: Донецький обласний художній музей і Донецький обласний краєзнавчий музей. Окрім державних музеїв, є ще музеї, створені підприємствами та організаціями міста. Серед них: Музей історії та розвитку Донецької залізниці, створений Донецькою залізницею; Музей зв'язку, створений центром технічної експлуатації місцевого телефонного зв'язку ВАТ «Укртелеком»; Музей єврейського населення Донбасу, створений Донецьким єврейським громадським центром; Музей історії ДМЗ, створений Донецьким металургійним заводом та інші. Силами ентузіастів створюються народні музеї. Серед них «Донбас нескорений». У школах створюються музейні кімнати. Музей донецької школи № 93 вважається показовим .

## Історико-краєзнавчі
| Назва                                | Адреса            | Дата відкриття        | Опис експозиції | Зображення                                                                                                   |
| ------------------------------------ | ----------------- | --------------------- | --- | --- |
| Донецький обласний краєзнавчий музей | Челюскінців, 189а | 17 вересня 1924 року  | У фондах музею знаходиться більш ніж 120 тисяч експонатів. Серед фондів музею: палеонтологічна, археологічна, нумізматична, етнографічна колекції, а також колекції старих друкованих книг, колекція культових предметів XVIII—XIX століть, колекція фотографій, зразки продукції підприємств, особисті речі відомих людей Донбасу та інші колекції. | Донецький обласний краєзнавчий музей                                                                         |
| Донбас нескорений                    | Разенкова, 10     |                       | Музей окупації Донецька, діяльності підпільників та масової страти на шахті 4-4 біс «Калиновка». Працює на суспільних засадах. В музеї знаходиться 3,2 тисячі особистих речей, карт, схем, фотографій, занотованих спогадів. Зібрано 28 томів документів про діяльність підпільників. В березні 1994 музею «Донбас нескорений» надано звання народний. | |
| Музей єврейського населення Донбасу  | Октябрська, 39    |                       | Знаходиться в донецькому єврейському громадському центрі. В музеї знаходяться оригінальні фронтові листи, документи, предмети побуту, сімейні реліквії, книги (найстаріша — 1800 року). Експонати до музею віддаються донетчанами безкоштовно. У 2006 році до музею був переданий архів єврейського історика та краєзнавця Михайла Савелійовича Альтера, котрий утримував єврейські листи, фотографії, автографи, речі, книги, документи. Музей проводить дослідницьку працю, у сім'ї Людмили Прозоровської працівники музею знайшли раніше невідомі листи Фаїни Раневської. На тлі зібраних документів музей підготував видання книги «Они сражались за Родину! Донецкие евреи — участники Великой Отечественной войны». З рідкісних речей в музеї знаходяться: ніж шойхета у дерев'яному футлярі. | Будівля донецького єврейського громадського центру у котрому знаходиться музей єврейського населення Донбасу |
| Музей історії донецької міліції      | Горького, 61      | 21 грудня 2004 року   | Знаходиться в будівлі УМВС Донецької області. В музеї два залу. Перший присвячений діяльності міліції в роки Німецько-радянської війни. В експозиції знаходяться нагороди, документи та зброя. Другий — «Зал зачасності» був відкритий 20 грудня 2007року і присвячений діяльності міліції з останніх років і до тепер. В експозиції знаходяться фотографії, зразки форми, кубки та грамоти, буклети, мотоцикл. | Музей історії донецької міліції                                                                              |
| Аптека Лаче                          | Постишева, 129    | 2009                  | Музей є частиною сучасної аптеки, в котрій знаходиться близько 200 експонатів. Усі експонати музею зібрані в Донецькій області і стосуються історії фармацевтики в регіоні. Серед експонатів: аптечні дерев'яні шафи, штанглази, ваги, колби та інше фармацевтичне обладнання. Експозиція створена Максимом М'ясниковим разом з Володимиром Силко та Віктором Хоменко. | |
| Смолоскип                            | Північна, 19      | 5 листопада 2008 року | Музей присвячений життєвому шляху Народних Героїв Українського Народу – Василя Макуха і Олекси Гірника. Мета створення музею - донести людям правду про видатних достойників українського народу. | |

## Художні
| Назва                             | Адреса              | Дата відкриття      | Опис експозиції | Зображення                        |
| --------------------------------- | ------------------- | ------------------- | --- | --------------------------------- |
| Донецький обласний художній музей | Бульвар Пушкіна, 35 | 23 вересня 1939року | Один із найбільших музеїв художнього профілю в Україні. Має в своїй колекції більш ніж 14 тисяч витворів живопису, графіки, скульптури і декоративно-прикладного мистецтва. | Донецький обласний художній музей |

## Технічні
| Назва                                          | Адреса                      | Дата відкриття    | Опис експозиції | Зображення                                    |
| ---------------------------------------------- | --------------------------- | ----------------- | --- | --------------------------------------------- |
| Музей історії та розвитку Донецької залізниці  | Артемівська, 47             | 4 серпня 2000року | Більш ніж 2000 експонатів представлені документами, нагородами, формами одягу, залізничним приладдям, старими фотографіями та іншим колекційним матеріалом. У колекції музею знаходяться: видання 1909 р., присвячене 25-річчю Єкатерининської залізниці, фірмовий одяг 1936 р., телефонні апарати Морзе, жезловий апарат, знак про закінчення школи середнього начсоставу імені Рудзутака. Загалом у музеї — 25 одиниць раритетного рухомого складу. Найстаріший з них салон-вагон генерала Ворошилова 1898року. В музеї знаходиться паровоз «Ь-2062» 1929 року, єдиний експонат в СНД, котрий зберігся. | Музей історії та розвитку Донецької залізниці |
| Музей зв'язку                                  | Комсомольський проспект, 22 | 9 червня 2006року | В експозиції музею ручна телефонна станція і верхня частина дерев'яної опори для дротів ВЛС з траверсою та ізоляцією, телефонні апарати, таксофони (з 1951 року), стіл контролю таксофонів, вимірювальні прилади для вимірювання параметрів кабельного зв'язку, кабелі різних років експлуатації. |                                               |
| Музей історії Донецького металургійного заводу | Ткаченко, 122               | 1955 рік          | Ідея створити музей прийшла в голову директору ДМЗ Павлу Васильовичу Андреєву. Фонд музею складає більш ніж 3000 експонатів. В 1971 році музею було присвоєно звання народного. Серед експонатів сертифікат виготовленої заводом продукції 1900 року, оригінальні фотографії нижньогородської промислової виставки 1896 року ті інші. |                                               |
| Тролейбус-музей                                |                             |                   | |                                               |
| Музей фотожурналістики та фототехніки          | Шекспіра, 11                | Червень 2008 року | Це єдиний музей такого профілю в Україні. В музеї представлені фотографії та особисті речі донецьких фотографів, фототехніка. Є стенди присвячені Є. Халдею, Є. Комму, Р. Азриелю, Б. Виткову, В. Гончарову, Г. Навричевському. |                                               |

## Природні
| Назва                                                       | Адреса               | Дата відкриття     | Опис експозиції | Зображення                                        |
| ----------------------------------------------------------- | -------------------- | ------------------ | --- | ------------------------------------------------- |
| Донецький ботанічний сад Національної Академії Наук України |                      |                    | Відкритий для відвідування з травня до листопада. В середньому за рік проводиться більш ніж 2000 екскурсій для 30000 відвідувачів. В колекціях донецького ботанічного саду росте 71 вид рослин, котрі охороняються на міжнародному рівні; 97 видів рослин, занесених до Червоної книги України; 88 видів рослин, під охороною на регіональному рівні. |                                                   |
| Донецький міський виставковий комплекс «Акваріум»           | пр. Маяковського, 23 | 7 березня 1991року | Експозицію становлять 18 акваріумів, басейна, і 5 терраріумів. В експозиції створені біотопи, африканських озер Малаві і Тантанвика, ріки Амазонка, які наближені до природних умов. Тут мешкають більш ніж 100 видів тварин: риби, черепахи, удав, ігуани, нільські варани, нільський крокодил (в експозиції з вересня 1994року). В грудні 2005року через заборгованість за електроенергію «Донецькі електричні мережі» ОАО «Донецькобленерго» від'єднали приміщення експозиції від електроенергії. Акваріуми були знеструмлені на 8 годин, постачання електроенергії відновилось після втручання міської влади. В результаті загинули два види лампрологусів.                                                           | Донецький міський виставковий комплекс «Акваріум» |
| Зоопарк на території Донецького металургійного заводу       |                      |                    | Відкритий в парковій зоні разом з дитячим майданчиком «Містечко посмішок». Список видів тварин у зоопарку: муфлон, двогорбий верблюд, поні, осел домашній, пекарі нашийниковий, єнот-полоскун, червоноголова качка, чубата качка, мандаринка, каролінська качка, печанка, мускусна качка (індокачка), червоноголовий нирок, нутрія, страус нанду, чагарниковий валабі, макак-лапундер, макак-резус, фазан румунський, фазан трогопан, кури, фазан золотий, фазан королівський, павлин звичайний, цесарка, сірі німфи, ожерелові папуги, журавель степовий, кинги, штрассери, кучеряві голуби, дутиши, трубачі, їжатець, коза камерунська, лама, олень плямистий, лань європейська, гривистий баран, саванна зебра, бізон. |                                                   |
| Донецький мінізоопарк                                       | Бахчисарайська, 1    |                    | Екзотичні рептилії, павуки, амфібії. |                                                   |

## Інші
- Історії Донецького медичного університету
- СШ № 147 м. Донецька
- Споживкооперації
- Історії ВАТ «Донецький машинобудівний завод»
- Історії шахти «Трудівська»
- Історії Арендного підприємства «Точмаш»
- Музей історії ДонНУ[15]
- Музей Донецької міської ради[16]
- «Війна і труд в долях учнів та вчителів Донеччини». Знаходиться в обласному центрі туризму та краєзнавства учнівської молоді.
- Музей донецької школи № 93 імені Героя Радянського Союзу Н. Жердева.
- Музей нижньої білизни[17]
- Музей футбольного клубу Шахтар
- Музей профспілкового руху Донецького краю

## Заплановані музеї
- Національний музей історії промисловості України